# Флавия Тициана
Флавия Тициана (на латински: Flavia Titiana) е римска императрица, съпруга на император Пертинакс, който управлява през 193 г.

## Живот
Флавия Тициана е дъщеря на сенаторът Тит Флавий Клавдий Сулпициан (суфектконсул през 170-те г., проконсул на Азия и префект на Рим през 193 г.) и на съпругата му Флавия Тициана, дъщеря на Тит Флавий Тициан (префект на Египет между 126 – 133 г.).
Флавия Тициана се омъжва за Пертинакс, който прави забележителна военна кариера. Ражда му две деца – Публий Хелвий Пертинакс и една дъщеря.
Пертинакс е обявен за император след убийството на Комод на 1 януари 193 г. С решение на римския сенат Флавия Тициана получава почетната титла Августа. След убийството на Пертинакс от преторианците на 28 март 193 г. нито Флавия, нито децата ѝ са наранени по някакъв начин. В „История на императорите“ се споменава, че Флавия Тициана поддържала открита любовна връзка с човек, който свирел на лира, но Пертинакс не бил заинтересован.